# Bricklin SV-1
Bricklin SV-1 – dwuosobowy samochód sportowy produkowany seryjnie przez należącą do samochodowego wizjonera Malcolma Bricklina firmę General Vehicle w latach 1974–1976. Powszechnie znany jako Bricklin, ponieważ był to jedyny samochód produkowany przez firmę. W produkcji pojazdu wykorzystano liczne niepopularne wówczas technologie jak np. nadwozie z włókna szklanego, zderzak absorpcyjny czy skrzydlate drzwi typu gull-wing otwierane po naciśnięciu przycisku. Skrót SV-1 wywodzi się od angielskich słów „Safety Vehicle One” oznaczających „Bezpieczny Samochód Nr. 1”. Samochody produkowane były jedynie w jaskrawych, łatwo zauważalnych z daleka kolorach, każdy z kolorów opatrzony został przedrostkiem „bezpieczny” (safety). W palecie kolorów znalazły się więc: bezpieczny czerwony, biały, zielony, pomarańczowy i brązowy (wersja z czarnym kolorem nigdy nie została wdrożona do produkcji). Ciekawym rozwiązaniem technicznym mającym poprawiać bezpieczeństwo był absorpcyjny zderzak zdolny pochłaniać w pełni energię uderzenia przy 8 km/h (5 mph). 
Podobnie jak w przypadku samochodu DeLorean DMC-12 samochód zyskał rozgłos dopiero po zaprzestaniu produkcji. Stało się tak za sprawą motoryzacyjnego musicalu The Bricklin Musical - An Automotive Fantasy produkcji kanadyjskiego The Frederiction Playhouse oraz jego polskiej adaptacji The Bricklin Musical - Samochodowa Fantazja produkcji katowickiego teatru Old Timers Garage. Spektakl ten opowiada o historii powstania tego produkowanego niespełna 2 lata samochodu. Samochód pojawił się również w wielu filmowych produkcjach.

## Historia konstrukcji
Amerykański milioner Malcolm Bricklin marzył o stworzeniu wysokiej jakości samochodu sportowego, który wyróżniałby się wyjątkowym poziomem bezpieczeństwa i dostępnością dla przeciętnej kanadyjskiej rodziny. Stworzenia prototypowego modelu wyróżniającego się „skrzydlatymi drzwiami” typu gull-wing podjął się designer Herb Grasse. Prototyp powstał na początku 1970 roku. Malcolm Bricklin chcąc znaleźć źródło finansowania dla swojego projektu bezskutecznie przemierzył Stany Zjednoczone. Partnera finansowego dla swojego projektu odnalazł w 1974 dopiero w Kanadzie w prowincji Nowy Brunszwik. Włodarz prowincji Richard Hatfield udzielił biznesmenowi 3 milionów dolarów dofinansowania w zamian za otwarcie 2 fabryk. Głównej fabryki w Saint John oraz fabryki nadwozi w Minto. 
Pierwsze problemy pojawiły się podczas produkcji nadwozia z włókna szklanego, które nadzwyczaj ciężko było dostosować do współpracy z pozostałymi elementami pojazdu, w rezultacie pojawiały się pęknięcia. Problem ostatecznie rozwiązano, ale koszta produkcji przerosły trzykrotnie wartość samochodu. Fabryki samochodów Bricklin nie były w stanie produkować pojazdów dostatecznie szybko przy wykorzystaniu ówczesnej technologii. 
Do czasu upadku firmy w 1975 roku Malcolm Bricklin otrzymał od premiera Nowego Brunszwiku Richarda Hatfielda 23 miliony dolarów pomocy. Wyprodukowano łącznie 2854 egzemplarzy modelu SV-1. Mimo faktu finansowego zaangażowania kanadyjskiego rządu, samochody marki Bricklin nigdy nie były dostępne na rynku kanadyjskim. Wszystkie egzemplarze powstałe w prowincji Nowy Brunszwik były eksportowane do Stanów Zjednoczonych. Do dzisiejszego dnia zachowało się ok. 1120 samochodów marki Bricklin. W Polsce znajdują się zaledwie 3 egzemplarze (w tym tylko 2 sprawne technicznie, zdolne do jazdy). Dwie sztuki należą do kolekcji Old Timers Garage w Katowicach. Trzeci Bricklin jest w posiadaniu Classic Cars And Motorbikes w podwarszawskim Zegrzu Południowym.

## Ciekawostki
- Pierwsze prototypy modelu SV-1 opracował Herb Grasse twórca batmobilu znanego z odcinkowej serii przygód (1960) Batmana[2].

- W 2007 roku Bricklin SV-1 znalazł się na liście 50 najgorszych samochodów wszech czasów magazynu Time[3].

- W 1975 roku średni dochód kanadyjskiej rodziny wynosił 9962 dolary. Bricklin SV-1 w momencie produkcji kosztował na rynku kanadyjskim ponad 9000 dolarów amerykańskich. W odniesieniu do tych faktów, plany stworzenia sportowego samochodu dla przeciętnej kanadyjskiej rodziny były z założenia nieprawdziwe.

- Malcolm Bricklin był wielkim przeciwnikiem palenia papierosów. Wierzył, że palenie podczas jazdy jest przyczyną wielu wypadków i kolizji. W samochodach SV-1 nie instalowano więc nigdy zapalniczek samochodowych[4].

## Dane techniczne

### Silniki
Silnik był umieszczony z przodu.
- V8 Ford Windsor 351 5,8 l (5766 cm³), lub V8 AMC 360 5,9l (5896 cm³)[5],
- Moc maksymalna: 175 KM (130,5 kW) przy 3800 obr./min (Ford Windsor 351) lub 220 KM (164 kW) przy 4400 obr./min (AMC 360 V8)

### Osiągi
- Przyspieszenie 0-100 km/h: 9,6 s (silnik Ford Windsor 351 V8), 7,8 s (silnik AMC 360 V8)
- Prędkość maksymalna: 166 km/h (silnik Ford Windsor 351 V8), 172 km/h (silnik AMC 360 V8)

## Galeria

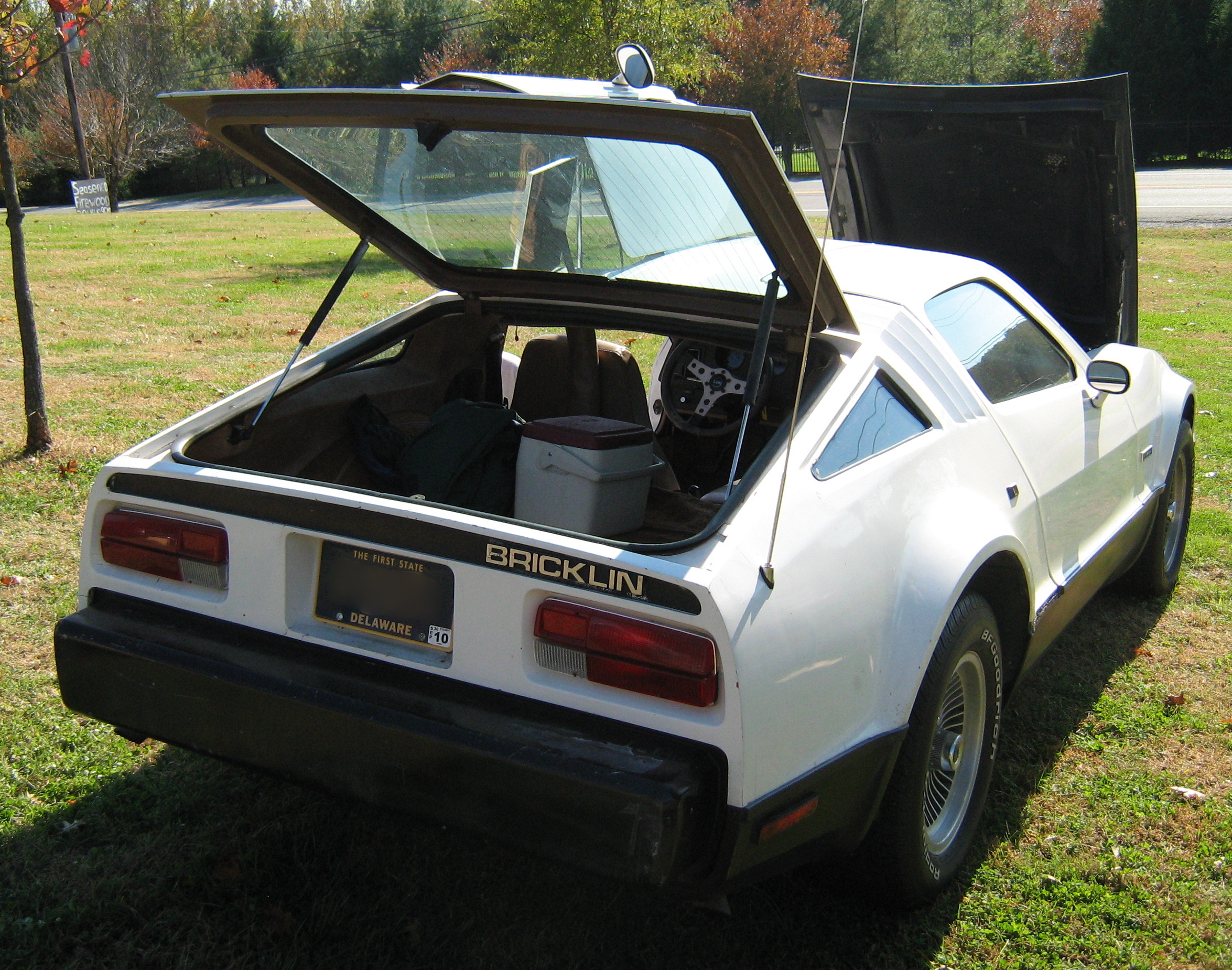
Bricklin SV-1 - tył samochodu z bagażnikiem
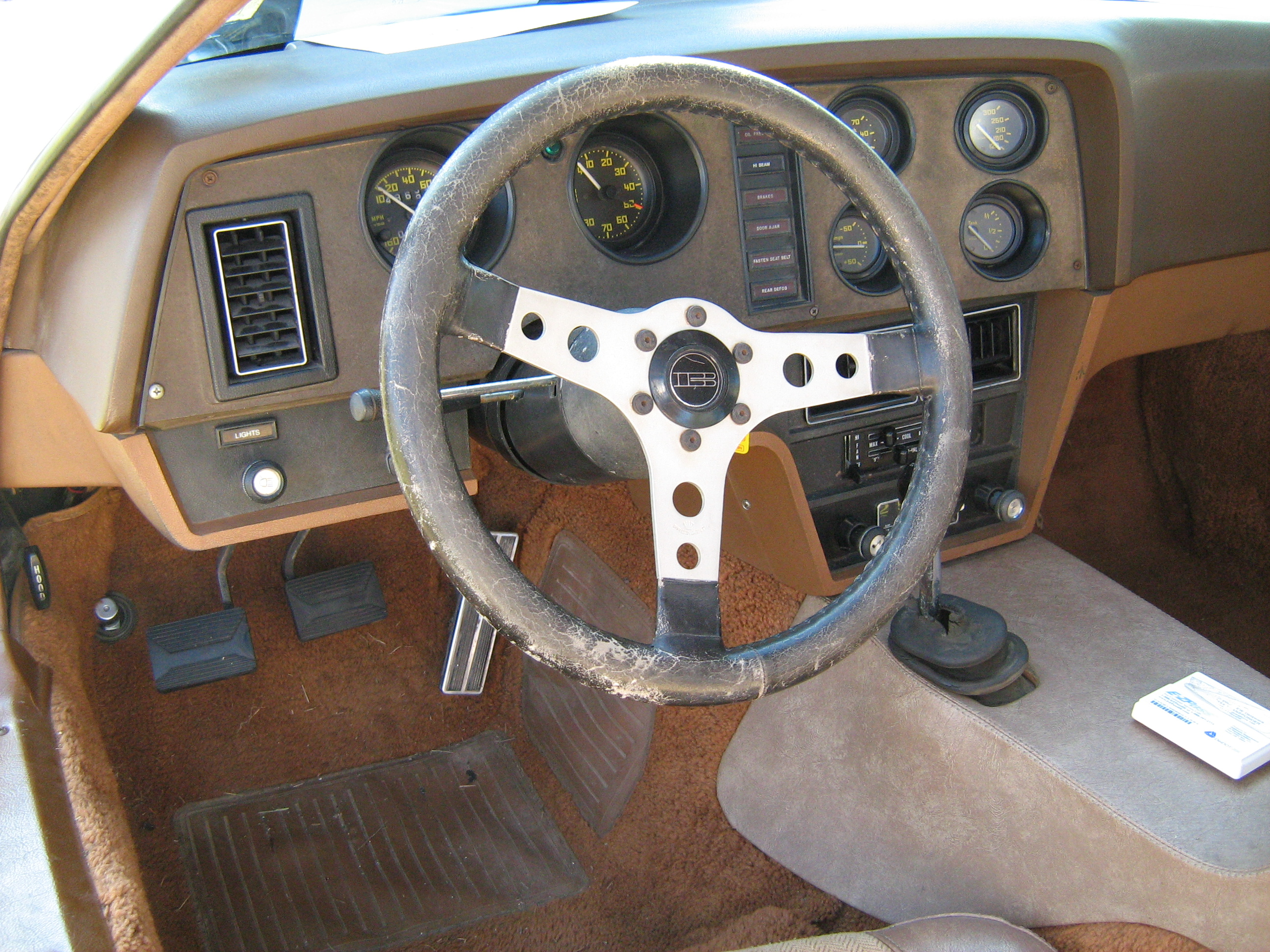
Bricklin SV-1 - wnętrze samochodu z ręczną skrzynią biegów
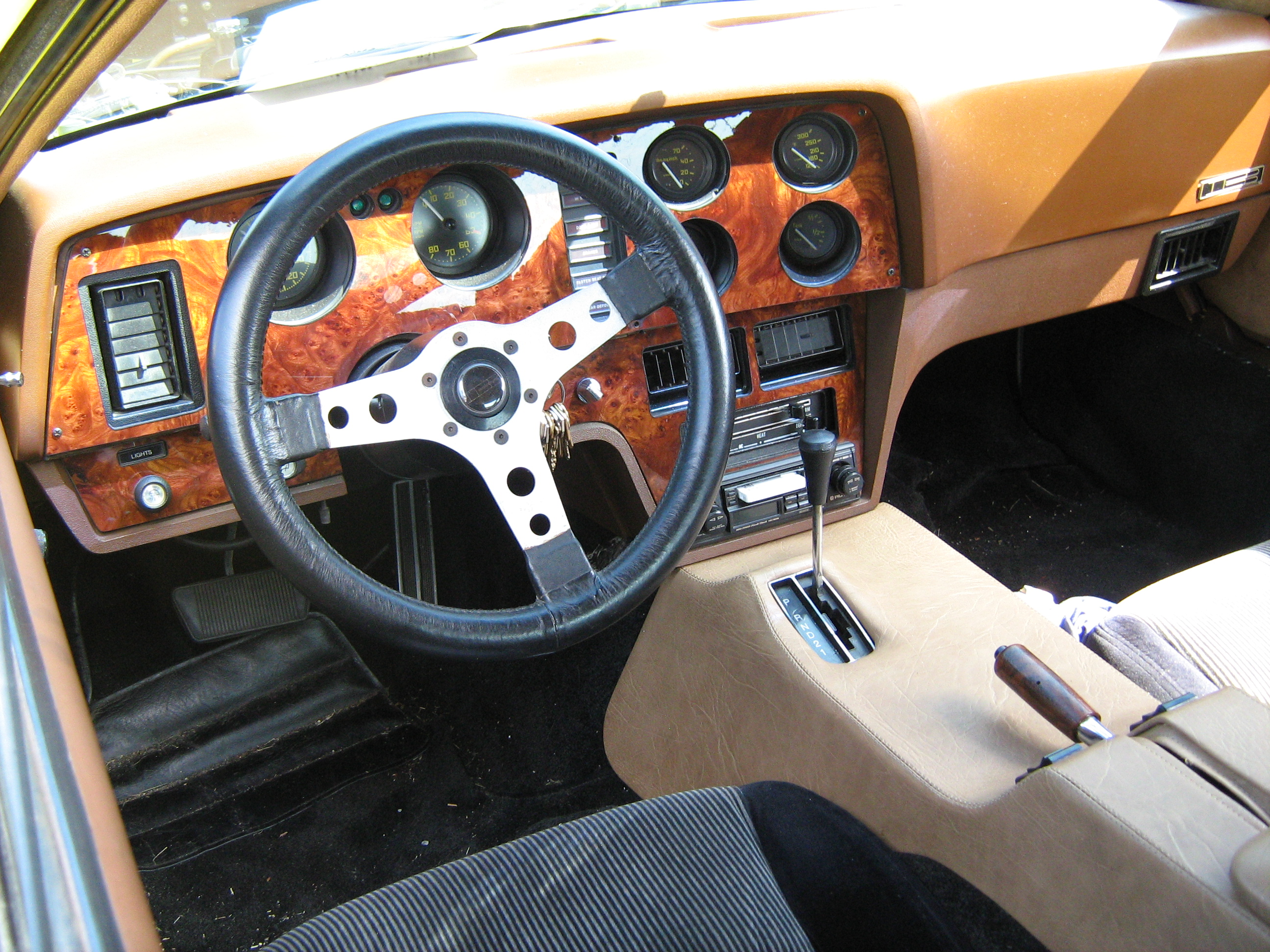
Bricklin SV-1 - wnętrze samochodu z automatyczną skrzynią biegów
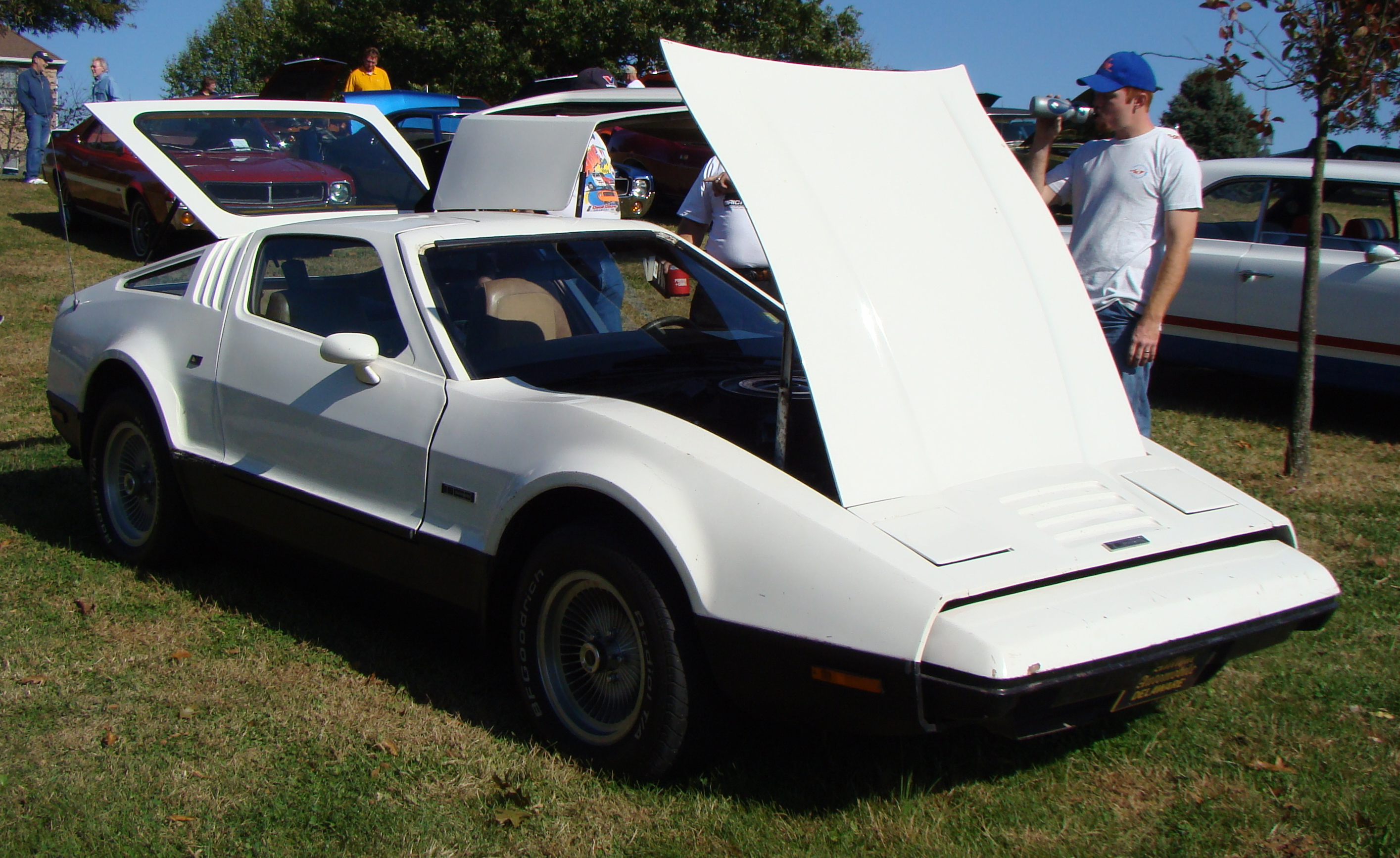
Podniesiona maska